# Swords and Soldiers
Swords and Soldiers est un jeu vidéo de stratégie en temps réel développé par Ronimo Games, sorti en 2009 sur Windows, Mac OS, Linux, iOS, Android, Wii, PlayStation 3, Nintendo 3DS et Wii U. Il a pour suite Swords and Soldiers II.

## Accueil
- Jeuxvideo.com : 15/20 (Wii)[1]

Dans une liste établie le 19 juillet 2011, IGN classe Swords and Soldiers 12e meilleur jeu de la plate-forme WiiWare.